# Йорансон, Мари
Бритт-Мари Элизабет Йорансон (швед. Marie Göranzon) (род. 27 октября 1942 года в Линчёпинге, Швеция) — шведская актриса.

## Биография
Мари Йорансон родилась в семье генерального директора Боба Йорансона и Марии Стернер. Получила актёрское образование обучаясь в королевском драматическом театре в период с 1964 по 1967 годы. С тех пор является частью актёрского состава королевского драматического театра. На её счету порядка 40 картин и сыгранных ролей. Одни из самых ярких: роль Нины в Чеховской «Чайке», заглавная роль в пьесе Августа Стриндберга «Фрёкен Юлия», роль Алисы в пьесе того же автора «Танец смерти» и пр. Помимо театральных ролей сыграла в фильме «Кто боится Вирджинии Вулф?».
В 2003 году актриса была номинирована на премию «Оскар» за лучшую женскую роль в фильме «Все любят Алису» (2002). В 2010 и 2011 годах участвовала в телевизионной программе «Звёзды в замке». По мотивам беседы с Мари Йорансон Леной Карлссон была написана книга «Удовольствие и магия».

## Награды
- 1997 — «Золотая маска», в номинации «Лучшая актриса» за роль в фильме «Кто боится Вирджинии Вулф?»
- 1998 — Премия имени О’Нила
- 1999 — Медаль Литературы и искусств (Швеция)
- 2010 — Премия Талии газеты «Svenska Dagbladet»
- 2016 — Премия исполнительного искусства «Medeapriset»
- 2025 — Командор ордена Вазы[3]